# Мурсалево
Мурсалево е село в Западна България. То се намира в община Кочериново, област Кюстендил.

## География
Село Мурсалево се намира в планински район.

## История
При строежа на железопътна линия през 30-те г. на ХХ в. от южната страна на селото е открито праисторическо селище. След 2014 г., заради проектираното трасе на магистрала „Струма“ започват спасителни разкопки. Находките датират от ранния неолит като са разкрити основите на повече от 60 къщи, някои от които били двуетажни.

## Население
Численост и дял на етническите групи според преброяването на населението през 2011 г.:
|                     | Численост | Дял (в %) |
| Общо                | 458       | 100,00    |
| Българи             | 448       | 97,81     |
| Турци               | 0         | 0,00      |
| Цигани              | 0         | 0,00      |
| Други               | 0         | 0,00      |
| Не се самоопределят | 0         | 0,00      |
| Неотговорили        | 9         | 1,96      |

## Обществени институции
Училището на селото е построено по управлението на Ал. Стамболийски, с тогавашния кмет Никола Михов (1919 – 1923).
Селото разполага с клуб, в който се организират събирания и беседи. Клубът е част от народно читалище „Просвета“.
Черквата в селото е посветена на Свети пророк Илия. Храмът е над 150 години, построен е през 1867 година.

## Редовни събития
Често се организират събори, на които присъстват известни певци и певици от България. Тези събори се правят в началото (1-ви – 2-ри) на август. В двора на църквата Св. Пророк Илия се правят курбани за честването на някои празници.